# Цимбал Микола Володимирович
Микола Володимирович Цимбал (нар. 7 вересня 1984, Кривий Ріг) — український футбольний тренер, в минулому футболіст, захисник.

## Кар'єра

### Початок кар'єри
Вихованець «Кривбасу» з його рідного міста Кривий Ріг. Виступав за молодіжну та резервну команду клубу, але до першої команди так і не пробився. Натомість грав у Другій лізі за клуби «Дніпро» (Черкаси) та «Гірник» (Кривий Ріг). Також тривалий час грав за аматорські команди, зокрема «Атлант» (Кривий Ріг), а також кілька інших колективів Дніпровщини та Закарпаття.
З 2019 року перебував у тренерському штабі закарпатського «Минаю». 26 березня 2021 року, після звільнення головного тренера Василя Кобіна, Цимбал був призначений новим головним тренером клубу.